# Eleccions al Parlament Europeu de 1989 (Regne Unit)
Les eleccions al Parlament Europeu de 1989 al Regne Unit van ser les eleccions celebrades el 15 de juny per a escollir als 81 eurodiputats del Regne Unit per a la III legislatura del Parlament Europeu. Les eleccions van créixer fins al 36,4% de participació, quasi 4 punts per sobre de les eleccions anteriors, però molt per sota de mitjana de la Comunitat Econòmica Europea, i van ser guanyades pel Partit Laborista.

## Sistema electoral
Les eleccions europees van ser incorporades a la llei del Regne Unit per l'Acta d'Eleccions de l'Assemblea Europea de 1978. El sistema electoral va ser el d'escrutini uninominal majoritari a Anglaterra, Escòcia i Gal·les (elegint 78 diputats en total) i el vot únic transferible a Irlanda del Nord (elegint 3 diputats).

## Context
Aquestes eleccions van veure la millor actuació mai duta a terme (tant en convocatòries nacionals com europees) del Partit Verd (anteriorment anomenat Partit de l'Ecologia), aconseguint més de 2 milions de vots i el 15% de la quota, mentre a les anteriors eleccions van aconseguir poc més de 70.000 vots. No obstant això, a causa de l'escrutini uninominal majoritari el Partit Verd no va aconseguir ni un sol diputat, mentre que el Partit Nacional Escocès va rebre 1 escó amb només el 3% de quota de vot.
Les eleccions també van veure al Partit Laborista superar per primera vegada en qualsevol elecció, des d'octubre de 1974, al Partit Conservador, superant-lo en 13 escons.

## Resultats
El Partit Laborista va guanyar les eleccions amb 6,1 milions de vots i el 38,7% enfront dels 5,3 milions i el 33,7% que va aconseguir el Partit Conservador, perdent 13 escons en favor dels socialdemòcrates. El Partit Verd i els Socio i Liberal Demòcrates van aconseguir bons resultats (14,5% i 5,9% respectivament), però no van sumar cap escó. El Partit Nacional Escocès, el Partit Unionista Democràtic, el Partit Socialdemòcrata i Laborista i el Partit Unionista de l'Ulster van mantenir el seu escó.
| Candidatura                             | Facció Europea        | Sufragis   | Sufragis | Escons                                      | Escons                                      |
| Candidatura                             | Facció Europea        | Vots       | %        | Dip.                                        | Dif.                                        |
| --------------------------------------- | --------------------- | ---------- | -------- | ------------------------------------------- | ------------------------------------------- |
| Partit Laborista                        | UPSCE                 | 6.153.661  | 38,7%    | 45                                          | ▲ 13                                        |
| Partit Conservador                      |                       | 5.356.887  | 33,7%    | 32                                          | ▼ 13                                        |
| Partit Verd                             | CEPV                  | 2.299.287  | 14,5%    |                                             |                                             |
| Socio i Liberal Demòcrates              | LDRE                  | 944.861    | 5,9%     |                                             |                                             |
| Partit Nacional Escocès                 | ALE                   | 406.686    | 2,6%     | 1                                           | Es manté                                    |
| Partit Unionista Democràtic             |                       | 160.110    | 1,0%     | 1                                           | Es manté                                    |
| Partit Socialdemòcrata i Laborista      | UPSCE                 | 136.335    | 0,9%     | 1                                           | Es manté                                    |
| Partit Unionista de l'Ulster            |                       | 118.785    | 0,7%     | 1                                           | Es manté                                    |
| Partit Gal·les                          |                       | 115.062    | 0,7%     |                                             |                                             |
| Partit Socialdemòcrata                  |                       | 75.886     | 0,5%     |                                             |                                             |
| Sinn Féin                               |                       | 48.914     | 0,3%     |                                             |                                             |
| Partit de l'Aliança d'Irlanda del Nord  |                       | 27.905     | 0,2%     |                                             |                                             |
| Independents                            |                       | 17.720     | 0,1%     |                                             |                                             |
| Partit dels Treballadors                |                       | 5.590      | 0,0%     |                                             |                                             |
| Grup de Representació dels Treballadors |                       | 3,540      | 0,0%     |                                             |                                             |
| Partit Comunista Britànic               |                       | 4,420      | 0,0%     |                                             |                                             |
| Partit oficial de Monster Raving Loony  |                       | 4,263      | 0,0%     |                                             |                                             |
| Mebyon Kernow                           |                       | 4,224      | 0,0%     |                                             |                                             |
| Regionalistes del Wessex                |                       | 2,332      | 0,0%     |                                             |                                             |
| Internacional Comunista                 |                       | 1,567      | 0,0%     |                                             |                                             |
| Front Nacional Britànic                 |                       | 1,471      | 0,0%     |                                             |                                             |
| Humanistes                              |                       | 1,349      | 0,0%     |                                             |                                             |
| Partit Laborista del Nord d'Irlànda     |                       | 1,274      | 0,0%     |                                             |                                             |
| Partit Socialista de la Gran Bretanya   |                       | 919        | 0,0%     |                                             |                                             |
| Partit Corrector                        |                       | 707        | 0,0%     |                                             |                                             |
| Lliga Comunistas                        |                       | 323        | 0,0%     |                                             |                                             |
| Vots a candidatures                     | Vots a candidatures   | 15.896.078 | 100,00%  | 81                                          | Es manté                                    |
| Vots nuls o no vàlids                   | Vots nuls o no vàlids |            |          | Parlament del Regne Unit \| Arxiu Electoral | Parlament del Regne Unit \| Arxiu Electoral |
| Vots emesos                             | Vots emesos           | 15.896.078 | 36,40%   | Parlament del Regne Unit \| Arxiu Electoral | Parlament del Regne Unit \| Arxiu Electoral |
| Cens total                              | Cens total            | 43.710.568 |          | Parlament del Regne Unit \| Arxiu Electoral | Parlament del Regne Unit \| Arxiu Electoral |